# Sara Tomko
Sara Tomko, född 19 oktober 1983 i Dayton, Ohio, är en amerikansk skådespelare.
Tomko har bland annat medverkat i TV-serien Resident Alien. Hon har även medverkat i filmen Suicide for Beginners.

## Filmografi (i urval)
- 2021–2024 – Resident Alien (TV-serie)
- 2022 – Suicide for Beginners